# انفجار ليفركوزن 2021
انفجار ليفركوزن 2021 وقع انفجار في شيمبارك، وهي منطقة صناعية للمصانع الكيماوية في ليفركوزن، شمال الراين-وستفاليا ألمانيا، وذلك في 27 يوليو 2021 في الساعة 9:40 صباحًا بالتوقيت المحلي، مما أدى إلى إرسال سحابة من الدخان فوق المدينة.
ذكرت مدينة ليفركوزن أن الانفجار الذي تسبب في اندلاع حريق وقع في صهاريج تخزين للمذيبات. في بيان أول قالت إدارة الإطفاء في كولونيا إن قياسات تلوث الهواء لم تظهر أي نوع من الشذوذ، وانخفض الدخان وأنهم سيستمرون في قياس الهواء بحثًا عن السموم. في وقت لاحق أعلنت دائرة البيئة في شمال الراين - وستفاليا أنها تتوقع جرعات سامة من الديوكسين وثنائي الفينيل متعدد الكلور والفيوران أو مشتقاتها في تداعيات سحابة الدخان وأخبرت السكان في المناطق المحيطة الكبيرة بعدم تناول الفاكهة أو لمسها في الحدائق، حتى لا تنظف الأسطح والأشياء من السقوط حتى إشعار آخر.
أسفر الانفجار عن مقتل خمسة أشخاص على الأقل وإصابة 31 آخرين، وظل اثنان في عداد المفقودين. وكان جميع الضحايا عمال بالموقع.